# NGC 898
NGC 898 je galaksija u zviježđu Andromeda.

## Vanjske poveznice
- SEDS: NGC 898